# دانشگاه پزشکی تیرانا
دانشگاه پزشکی تیرانا (به لاتین: University of Medicine) یک دانشگاه در آلبانی است که در تیرانا واقع شده‌است.